# 法典
法典（ほうてん、羅: codex、英: code、独: Gesetzbuch）とは、体系的に編成された成文法の集成。伝統的には、特定の法分野について当該分野における一般原則を含みつつ幅広く規律する大規模なものを指すのが通常であったが、ある法域全体の又はそのうちの特定の法分野についての公式の法令集が「法典」と呼ばれることもある。また、その法的性質は、必ずしも法律とは限らない。

## 概要
法典の整備は、国家にとっては、その権力と法秩序の根源を明確化してその正統性を強化するとともに、国内で不統一であった法体系を明確化して法律の安定化を促し、裁判官による恣意的な裁判を抑止する目的もあった。だが、その一方で法の硬直化と欠缺を生み出すとする批判もある。
こうした法典は古くは古代バビロニアの「ハンムラビ法典」、古代ローマの「十二表法」、東ローマ帝国の「ローマ法大全」、神聖ローマ帝国の「カロリーナ刑事法典（カール法典）」、フランス帝国の「ナポレオン法典」などがあり、東アジアの律令法も一種の法典であると言えるが、近代法に則った法典整備が行われるのは、19世紀以後の事である。これを特に「法典化」と呼ぶ。
この動きは現代においては、従来、衡平法・判例法を重んじて法典編纂に消極的といわれてきた英米法系の国々にも及んでいる。